# Maarten Martens
Maarten Maartens (ur. 2 lipca 1984 w Eeklo) – belgijski piłkarz, reprezentant Belgii. Grał na pozycji skrzydłowego. Występował w takich klubach jak: RSC Anderlecht, AZ Alkmaar, RKC Waalwijk, PAOK FC i Cercle Brugge.

## Kariera
| Sezon   | Klub           | Kraj     | Rozgrywki          | Mecze | Bramki |
| ------- | -------------- | -------- | ------------------ | ----- | ------ |
| 2003/04 | RSC Anderlecht | Belgia   | Eerste Klasse      | 1     | 0      |
| 2004/05 | RKC Waalwijk   | Holandia | Eredivisie         | 23    | 2      |
| 2005/06 | RKC Waalwijk   | Holandia | Eredivisie         | 21    | 6      |
| 2006/07 | AZ Alkmaar     | Holandia | Eredivisie         | 31    | 10     |
| 2007/08 | AZ Alkmaar     | Holandia | Eredivisie         | 7     | 0      |
| 2008/09 | AZ Alkmaar     | Holandia | Eredivisie         | 32    | 7      |
| 2009/10 | AZ Alkmaar     | Holandia | Eredivisie         | 31    | 5      |
| 2010/11 | AZ Alkmaar     | Holandia | Eredivisie         | 24    | 6      |
| 2011/12 | AZ Alkmaar     | Holandia | Eredivisie         | 15    | 4      |
| 2012/13 | AZ Alkmaar     | Holandia | Eredivisie         | 6     | 1      |
| 2013/14 | PAOK FC        | Grecja   | Superleague Ellada | 5     | 0      |
| 2014/15 | PAOK FC        | Grecja   | Superleague Ellada | 8     | 0      |
| 2014/15 | Cercle Brugge  | Belgia   | Eerste Klasse      | 11    | 1      |